# Käärikmäe
Käärikmäe – wieś w Estonii, prowincji Valga, w gminie Karula.